# Lubik sosnowiec
Lubik sosnowiec (Pilophorus cinnamopterus) – gatunek pluskwiaka z rodziny tasznikowatych i podrodziny Phylinae.

## Budowa ciała
Owad ma ciało długości od 4 do 5,2 mm, ubarwione brązowo. Głowa, przedplecze oraz tarczka bardzo ciemne, prawie czarne. Półpokrywy posiada brązowe, błyszczące, pokryte białymi włoskami.

## Tryb życia
Pluskwiak ten występuje głównie na sośnie zwyczajnej i czarnej. Spotykany też na innych drzewach iglastych, gdzie poluje na drobne owady. Ma jedno pokolenie w roku. Imagines występują od lipca do jesieni. Zimują jaja.

## Występowanie
Owad ten występuje prawie w całej Europie, a także w Azerbejdżanie, Rosji i Turcji. W Polsce rozprzestrzeniony w całym kraju.